# DeLorean Motor Company

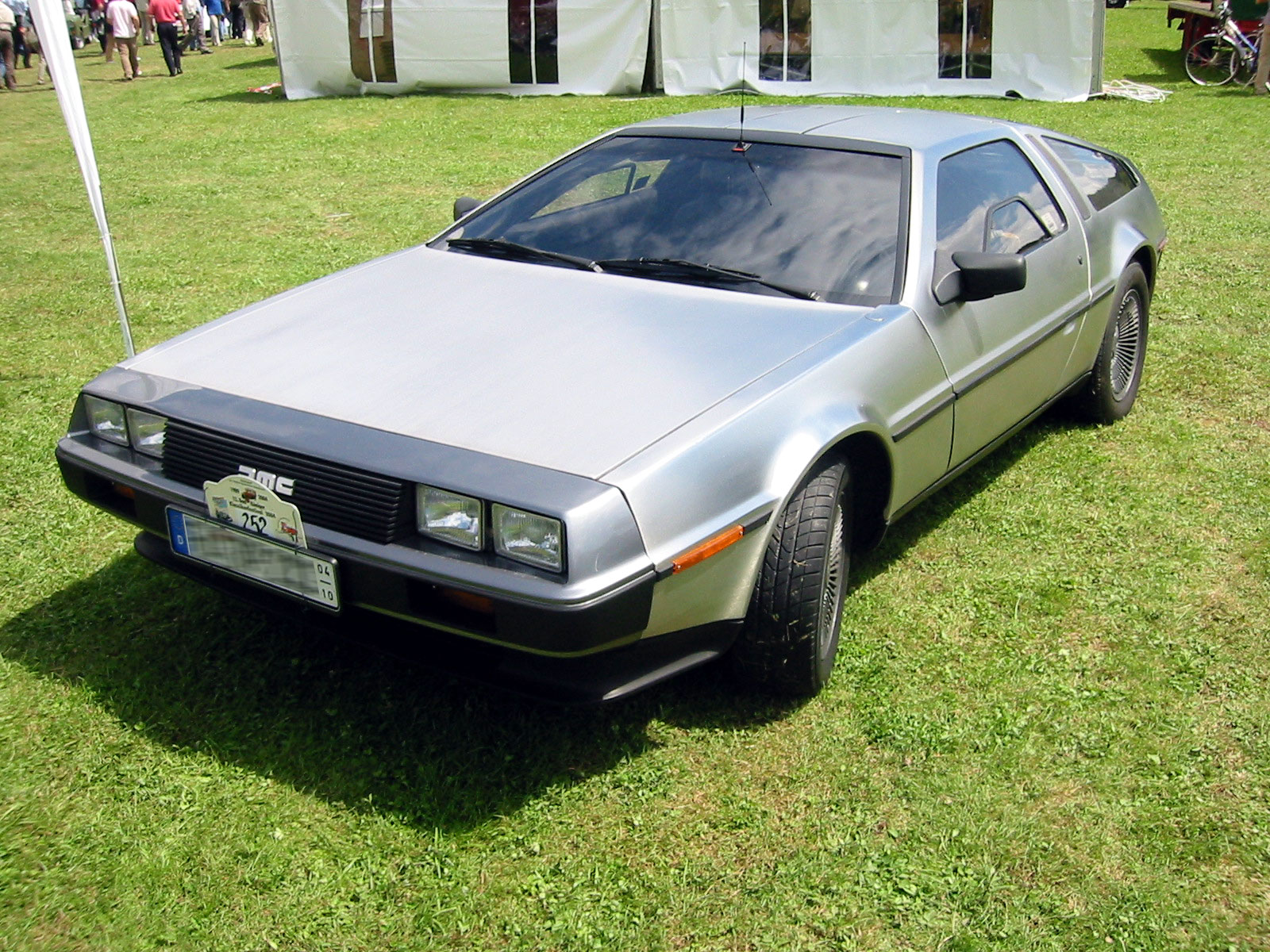
DeLorean DMC-12 (единственная модель производства DeLorean Motor Company)

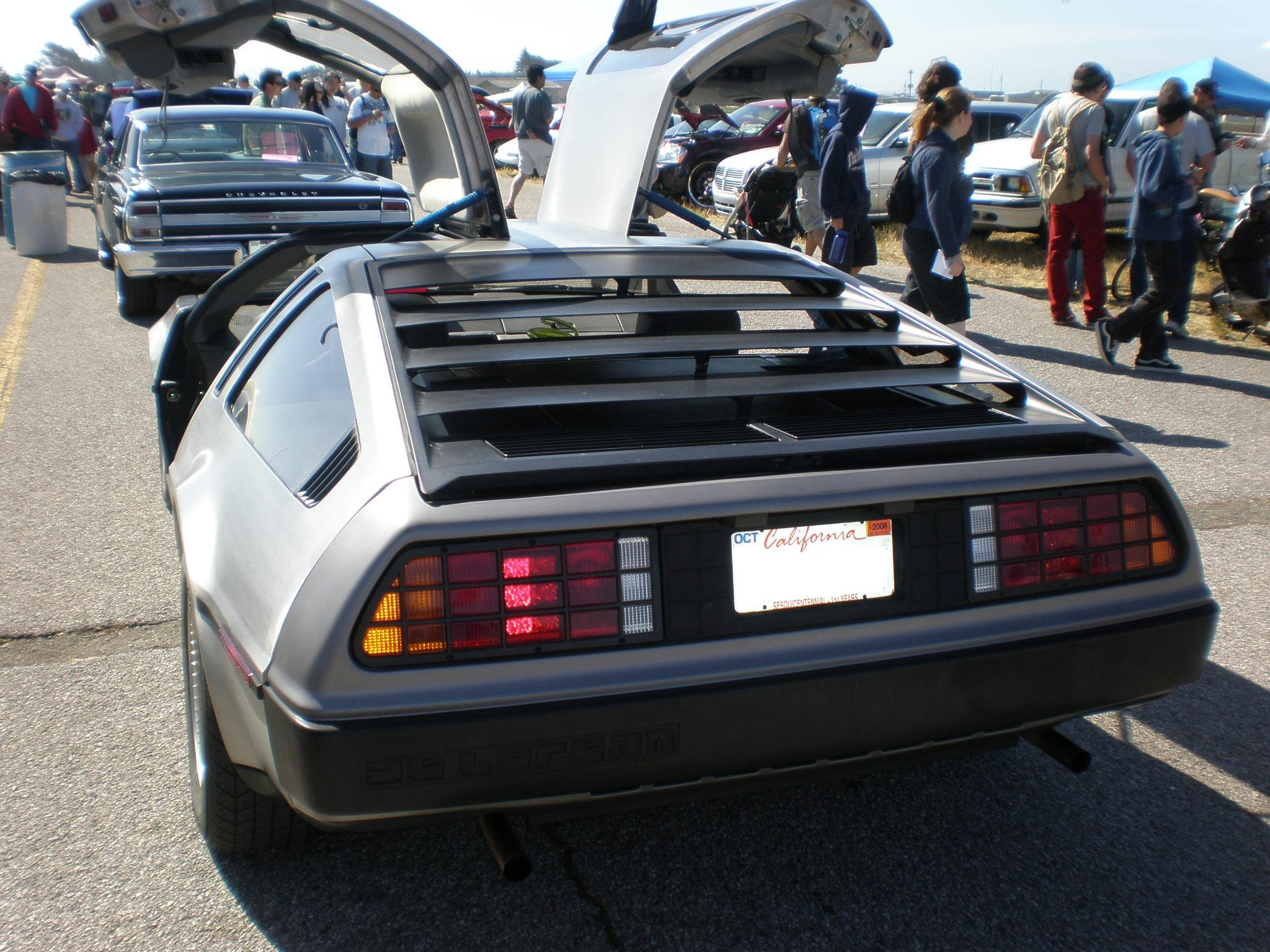
DeLorean DMC-12 (единственная модель производства DeLorean Motor Company)

DeLorean Motor Company (DMC) — автомобилестроительная компания, основана Джоном Делореаном в 1975 году. DMC известна благодаря своей единственной выпущенной модели — спортивному автомобилю DeLorean DMC-12 с кузовом из полированного алюминия и дверями типа «крыло чайки». К 1982 году компания пришла в упадок, передана под внешнее управление и была объявлена банкротом.
Автомобиль DeLorean DMC-12 получил всемирную известность благодаря фантастической кинотрилогии «Назад в будущее», в которой эксцентричный учёный-изобретатель Эмметт Л. Браун переоборудовал DMC-12 в машину времени.

## История
Джон Делореан основал компанию DeLorean Motor Company в Детройте, штат Мичиган, 24 октября 1975 года. К этому моменту Джон имел серьёзную репутацию в автомобильном бизнесе — его характеризовали как талантливого и способного инженера, который стремился к инновациям в автомобилестроении. Об этом говорил тот факт, что Джон Делореан стал самым молодым руководителем General Motors (GM). Деньги, которые были необходимы для открытия собственной компании были получены, в основном, в качестве кредита от Bank of America. Кроме того, в качестве инвесторов в проект вошли несколько известных медиаперсон — ведущий Джонни Карсон и актёры Рой Кларк и Сэмми Дэвис-младший. На первоначальном этапе Джон предлагал дилерским центрам инвестировать в создание машины в обмен на акции компании. За счёт этого Делориан решал сразу две проблемы — финансирование проекта и каналы реализации.
Неплохо разбираясь в экономических реалиях, Делореан планировал привлечь средства государственных и некоммерческих фондов. Для этого он планировал строительство своего первого завода в стране или районе, где уровень безработицы был особенно высок. Одним из вариантов была Ирландия, хотя тогдашний министр промышленности и торговли Десмонд О’Мэлли решил не поддерживать проект, так как ему он казался чересчур амбициозным и оторванным от промышленных реалий рынка. Договорённость c Пуэрто-Рико уже была достигнута и получила одобрение правительства, но в последний момент Джон Делореан принял предложение от Совета по промышленному развитию Северной Ирландии. Помимо частных инвестиций DeLorean Motor Company рассчитывали на финансирование британского правительства в размере около 120 миллионов долларов из заявленных 200 миллионов стартовых расходов. Британское правительство было крайне заинтересовано в создании рабочих мест в Северной Ирландии, чтобы уменьшить насилие на религиозной почве путём сокращения безработицы. В рамках этого предложения Делориан, видимо, думал, что британское правительство предоставит его компании расширенное финансирование, в обмен на гарантированный экспорт в США и соответствующие налоговые пошлины.
В октябре 1978 года в Северной Ирландии началось строительство производственного завода площадью 660 000 футов (61 000 м²) с шестью корпусами, который был спроектирован архитектурным бюро Brodie и Hawthorn Architects. Официально получивший название DMCL (DeLorean Motor Cars, Ltd.) объект находился в Данмерри, пригороде Белфаста. Он был расположен на стыке двух общин с разными политическими взглядами: республиканского Твинбрук и профсоюзной общины Данмурри.
Производственную линию планировалось запустить уже в 1979 году, но из-за технических задержек и перерасхода средств на сборочные линии, конвейер начал полноценно функционировать только в начале 1981 года. Из-за многочисленных жалоб на качество автомобилей было принято решение о создании Центров обеспечения качества (QAC), расположенных в Калифорнии, Нью-Джерси и Мичигане, где планировалось доводить машины, устраняя дефекты перед отправкой в дилерские центры.
Совместными усилиями завода и QAC удалось улучшить общее качество выпускаемых автомобилей, хотя частные жалобы на качество авто возникали регулярно. DMC 1981 года поставлялись продавцам с 12-месячной гарантией (19 000 км). К 1982 году усовершенствования ряда сборочных деталей и привлечение опытных инженеров способствовало улучшению качества сборки. Тем не менее споры между дилерскими центрами и клиентами возникли, потому что многие дилерские центры отказались выполнять гарантийные работы, потому что им их не компенсировали, а гарантийных ремонтных работ было много.
В конце 1981 года стало очевидно, что компания столкнулась с рядом проблем — помимо постоянной производственной головной боли Джон Делореан явно переоценил спрос на свои автомобили, а рассерженные качеством футуристических машин покупатели делали новым автомобилям компании плохую рекламу. Компания Джона оценила собственную точку безубыточности в диапазоне от 10 до 12 тысяч проданных машин, но реализовано было всего около 6 000. Чтобы решить эту проблему, было принято решение о реструктуризации компании — DeLorean становилась холдингом, в который входили производственная компания, дистрибьютор и научно-исследовательское подразделение.
В январе 1982 года из-за претензий от Комиссии США по ценным бумагам и биржам относительно жизнеспособности компании Delorean была вынуждена отменить выпуск акций для новой холдинговой компании, который, как надеялся Делориан, мог бы привлечь около 27 миллионов долларов. Джон Делориан пытался найти финансовую поддержку у британского правительства, но ему было отказано, так как он не мог гарантировать привлечение большого количества частных инвестиций.

## Обвинение и банкротство
Ближе к завершению деятельности компании якобы в отчаянной попытке привлечь средства, необходимые для поддержания работы, Джона Делореана засняли получающим деньги вследствие незаконного оборота наркотиков, но позже его полностью оправдали, а выдвинутые против него обвинения признаны провокацией.
По некоторым данным, это стало результатом конфликта, когда перед увольнением из General Motors Company Джон решил опубликовать все внутренние распри компании и издал книгу, посвящённую междоусобным войнам внутри компании, что, конечно, не пришлось по вкусу верхним чинам этого автомобильного гиганта. Сфабрикованное дело о наркоторговле стало своеобразной местью руководства за совершённое разоблачение. Все инвесторы, не дожидаясь решения суда, отозвали свои капиталы из DeLorean Motor Company. Когда впоследствии Делореан был признан невиновным, денежный баланс у него был на нуле.
В период с января 1981 года по декабрь 1982 года было произведено около 9 000 автомобилей, хотя реальные показатели производства не ясны, а оценки исследователей рынка различаются. Некоторые автомобили, выпущенные в 1982 году, не были поставлены в Штаты, так как у американского подразделения DMC не было денег, чтобы «купить», по сути, собственные автомобили у завода в Северной Ирландии.

## Современная DMC
Хотя с Джона Делореана были сняты все обвинения в торговле наркотиками, ему все ещё приходилось участвовать в множестве судебных разбирательств (как результат банкротства компании) вплоть до 1990-х годов. Он объявил о собственном банкротстве в сентябре 1999 года, а в марте 2000 года его выселили из своего поместья площадью 434 акра (1,76 км2) в Нью-Джерси. Он умер от осложнений инсульта в возрасте 80 лет 19 марта 2005 года.
В 1995 году родившийся в Ливерпуле механик Стивен Уайн основал свою независимую компанию, использующую название «DeLorean Motor Company», и вскоре после этого приобрёл оставшиеся активы, а также стилизованный логотип «DMC» торговой марки прежней DeLorean Motor Company. Нынешняя компания расположена недалеко от Хьюстона, штат Техас, и не является и никогда не была связана с первоначальной компанией Делореана, но осуществляет поддержку владельцев автомобилей DeLorean. У компании DMC дополнительно есть 5 уполномоченных франчайзинговых дилеров: в Бонита Спрингс, штат Флорида; Кристал Лейк, штат Иллинойс; Гарден Груве, Калифорния; Белвью, Вашингтон и Хем; Нидерланды.
3 декабря 2009 года DMC выпустила коллекцию футболок и головных уборов в сотрудничестве с брендом уличной одежды The Hundreds. В коллекции были представлены модернизированные изображения DeLorean в графическом дизайне, основанном на стилистике Лос-Анджелеса. Проект сотрудничества также включал в себя специальное модернизированное издание DeLorean DMC, окрашенное в узнаваемый узор JAGS The Hundreds, в чёрных полосках, которое продавалось с 3 декабря 2009 года и демонстрировалось во флагманском магазине The Hundreds в Лос-Анджелесе.
В октябре 2011 года DMC объявила о намерении продать оформленные по предзаказу электрокары DeLorean в 2013 году, которые на тот момент все ещё находились в стадии разработки из-за юридических препонов. В 2014 году Салли Болдуин, вдова Джона ДеЛориана, подала в суд на независимую DMC из Техаса за неправомерное использование товарных знаков и изображений, которые, по её словам, не были приобретены после банкротства первоначальной компании, утверждая, что они все ещё принадлежали ей. Она мотивировала свой иск тем, что новая компания не производит автомобили (права на которые они и покупали), а спекулирует на визуальных образах и львиную долю прибыли имеет с мерчендайзинга, что не являлось частью сделки. 20 октября 2015 года иск был урегулирован в судебном порядке. Сумма сделки так и не была опубликована, но вдова окончательно передала DMC права на название, торговую марку и логотип DeLorean Motor Company.
Производство DeLorean должно было быть возобновлено в 2017 году. Руководство компании говорило о 300 совершенно новых автомобилях. Однако, по состоянию на апрель 2018 года, автомобили так и не были произведены, а дата релиза была сдвинута на январь 2019 года.
В октябре 2017 года DMC выпустила часы DMC, которые вышли в двух вариациях с дизайнерскими решениями от DeLorean.
В мае 2022 года было анонсировано, что DMC планирует запустить новую машину в производство — электрический спортивный автомобиль DeLorean Alpha5. При разработке DeLorean Alpha5 в компании отказались от старого заднего двигателя внутреннего сгорания, выбрав полностью электрическую трансмиссию. Также должны будут выпустить автомобиль  DeLorean DMC EV.